# Tschorny Otrog
Tschorny Otrog (russisch Чёрный Отро́г) ist ein Dorf (selo) in der Oblast Orenburg (Russland) mit 1588 Einwohnern (Berechnung 2010).

## Geographie
Der Ort liegt südlich der Ausläufer des Uralgebirges in der Hügellandschaft zwischen dem Fluss Ural und seinem rechten Nebenfluss Sakmara, unweit des linken Ufers der Sakmara. Er ist gut 60 km Luftlinie vom Oblastverwaltungszentrum Orenburg in ostnordöstlicher Richtung entfernt.
Tschorny Otrog gehört zum Rajons Saraktasch und liegt gut 25 km nordwestlich des Rajonverwaltungszentrums Saraktasch. Der Ort ist Verwaltungssitz der Landgemeinde (Selskoje posselenije) Tschornootroschski selsowet, zu der noch sechs weitere Ortsteile gehören: die Dörfer Abljasowo, Isjak-Nikitino, Nikitino, Sowetski (ursprünglich Ischejewo) und Studenzy sowie die Siedlung bei der Bahnstation Tschorny Otrog.

## Geschichte
Der Ort wurde 1827 von Kosaken gegründet, die aus Gebieten in der heutigen Ukraine und um Woronesch stammten. Das heute zur Gemeinde gehörende Dorf Nikitino war bereits 1742 entstanden.
1912 begann man mit dem Bau der Eisenbahnstrecke Orenburg – Orsk, die in Ortsnähe vorbeiführt und auf diesem Abschnitt am 19. Dezember 1914 eröffnet wurde. Während des Zweiten Weltkriegs befand sich unweit des Dorfes ein Ausbildungsflugplatz. 1957 entstand durch Vereinigung mehrerer kleinerer Kolchosen der Umgebung in Tschorny Otrog der Sowchos (Staatsgut) Kolos („Ähre“).
Tschorny Otrog gehörte zunächst zum gleichnamigen Ujesd des Gouvernements Orenburg, ab 1934 dann zur Oblast Orenburg, die zwischenzeitlich (1938–1957) Oblast Tschkalow hieß. 1920 wurde der Ort Sitz eines Dorfsowjets und 1931 Verwaltungszentrum des neu gegründeten Rajons Gawrilowski. 1939 hatte Tschorny Otrog 2737 Einwohner. Der Rajon ging 1959 im Rajon Saraktasch auf, Tschorny Otrog blieb aber Sitz eines Dorfsowjets und als solches im Rahmen der Verwaltungsreform 2005 Zentrum einer Landgemeinde. 1959 hatten die dem Dorfsowjet unterstellten Ortschaften (im Wesentlichen den heutigen Ortsteilen entsprechend, dazu eine größere Zahl von Einzelgehöften und ähnlichen Ansiedlungen sowie zwei Siedlungen, die später an den Nachbarrajon Orenburg abgegeben wurden) 8663 Einwohner. Bei der Volkszählung vom 14. Oktober 2010 hatte die Landgemeinde 3688 Einwohner, womit sie die zweitgrößte des Rajons nach dem Verwaltungszentrum Saraktasch ist.

## Sehenswürdigkeiten
In Tschorny Otrog steht die in den 1990er-Jahren mit Unterstützung des aus Tschorny Otrog stammenden damaligen Ministerpräsidenten der Russischen Föderation Wiktor Tschernomyrdin errichtete Johannes-Kirche (russisch церковь Иоанна Богослова/zerkow Ioanna Bogoslowa), die am 7. September 1996 vom Patriarchen der Russisch-Orthodoxen Kirche Alexius II. geweiht wurde.

## Söhne und Töchter des Ortes
- Wiktor Tschernomyrdin (1938–2010), Politiker, Ministerpräsident Russlands 1992–1998

## Wirtschaft und Infrastruktur
Tschorny Otrog liegt in einem Landwirtschaftsgebiet an der zwischen 1914 und 1920 eröffneten und 1981 elektrifizierten Eisenbahnstrecke Orenburg – Orsk (Streckenkilometer 80), die von der Südural-Eisenbahn betrieben wird. Der Bahnhof befindet sich etwa drei Kilometer östlich des Ortes bei der gleichnamigen Stationssiedlung. Parallel zur Bahnstrecke führt eine Lokalstraße durch den Ort, die bei Kamennoosjornoje von der Regionalstraße R336 Orenburg – Orsk abzweigt und die kürzeste Verbindung zwischen der Oblasthauptstadt Orenburg und dem Rajonzentrum Saraktasch darstellt.